# 1942 v hudbě
Tento článek obsahuje události související s hudbou, které proběhly v roce 1942.

## Události
- 9. srpna se v obléhaném Leningradu konala premiéra 7. symfonie Dmitrije Šostakoviče. Samotný koncert i jeho rozhlasový přenos byl velkou morální vzpruhou jak pro obyvatele zkoušeného města, tak pro celou zemi.
- Byla založena nahrávací společnost Capitol Records.

## Narození
- 1. leden – Country Joe McDonald
- 18. leden – Bobby Goldsboro, zpěvák-skladatel[zdroj⁠?!]
- 20. leden – William Powell (O'Jays)[zdroj⁠?!]
- 30. leden – Marty Balin (Jefferson Airplane)[zdroj⁠?!]
- 2. únor – Graham Nash (The Hollies, Crosby, Stills, Nash & Young)
- 5. únor – Corey Wells, Three Dog Night[zdroj⁠?!]
- 13. únor – Peter Tork, muzikant/herec[zdroj⁠?!]
- 19. únor – Phil Coulter, folkový hudebník a skladatel[zdroj⁠?!]
- 28. únor – Brian Jones, Rolling Stones († 1969)
- 2. březen – Lou Reed (The Velvet Underground)
- 9. březen – John Cale, velšský hudebník, skladatel a producent
- 15. březen – Jerry Jeff Walker, countryový zpěvák[zdroj⁠?!]
- 20. březen – Robin Luke, rockabilly zpěvák[zdroj⁠?!]
- 25. březen – Aretha Franklin, soulová zpěvačka
- 30. březen – Graeme Edge (The Moody Blues)[zdroj⁠?!]
- 1. duben
  - Phil Margo (The Tokens)[zdroj⁠?!]
  - Danny Brooks (The Dovells)[zdroj⁠?!]
  - Alan Blakely (The Tremeloes)[zdroj⁠?!]
- 2. duben
  - Leon Russell, zpěvák-skladatel, pianista a kytarista
  - Phil Castrodale, The Reflections[zdroj⁠?!]
- 3. duben – Billy Joe Royal, zpěvák[zdroj⁠?!]
- 5. duben – Allan Clarke, zpěvák (The Hollies)[zdroj⁠?!]
- 8. duben – Roger Chapman, zpěvák (Family)
- 18. duben – Mike Vickers (Manfred Mann)[zdroj⁠?!]
- 29. duben
  - Vincent Poncia Jr., Tradewinds[zdroj⁠?!]
  - Klaus Voormann, Manfred Mann
- 6. květen – Colin Earl, Mungo Jerry[zdroj⁠?!]
- 9. květen – Tommy Roe, zpěvák[zdroj⁠?!]
- 12. květen
  - Ian Dury, zpěvák-skladatel (†2000)
  - Billy Swan, zpěvák-skladatel[zdroj⁠?!]
- 18. květen – Albert Hammond, zpěvák-skladatel[zdroj⁠?!]
- 23. květen – Fred Wedlock, folkový zpěvák[zdroj⁠?!]
- 8. červen – Chuck Negron, Three Dog Night
- 12. červen – Len Barry, zpěvák[zdroj⁠?!]
- 16. červen – Edward Levert (O'Jays)[zdroj⁠?!]
- 18. červen – Paul McCartney, zpěvák a skladatel
- 20. červen – Brian Wilson, skladatel
- 24. červen – Mick Fleetwood, bubeník
- 28. červen – David Miner (The Great Society), hudebník & hudební producent[zdroj⁠?!]
- 13. červenec
  - Roger McGuinn (The Byrds)[zdroj⁠?!]
  - Jay Uzzell (The Corsairs)[zdroj⁠?!]
  - Stephen Jo Bladd (The J. Geils Band)[zdroj⁠?!]
- 25. červenec – Bruce Woodly, The Seekers
- 27. červenec – Kim Fowley, hudební producent a skladatel
- 1. srpen – Jerry Garcia, kytarista (Grateful Dead) (†1995)
- 5. srpen – Rick Huxley (The Dave Clark Five)[zdroj⁠?!]
- 11. srpen
  - Mike Hugg, zpěvák-skladatel a hudebník (Manfred Mann)
  - Guy Villari (The Regents)[zdroj⁠?!]
- 22. srpen – Joseph Chambers (Chambers Brothers)[zdroj⁠?!]
- 25. srpen – Walter Williams (O'Jays)[zdroj⁠?!]
- 27. srpen – Daryl Dragon (The Captain & Tennille)[zdroj⁠?!]
- 29. srpen– Sterling Morrison (The Velvet Underground)
- 3. září – Al Jardine (The Beach Boys)[zdroj⁠?!]
- 4. září
  - Gene Parsons, The Byrds, Flying Burrito Brothers[zdroj⁠?!]
  - Merald „Bubba“ Knight (Gladys Knight and the Pips)[zdroj⁠?!]
- 8. září – Sal Valentino (The Beau Brummels)[zdroj⁠?!]
- 10. září – Danny Hutton (Three Dog Night)[zdroj⁠?!]
- 15. září – Lee Dorman, baskytarista Iron Butterfly
- 16. září – Bernie Calvert (The Hollies)[zdroj⁠?!]
- 19. září – Danny Kalb (Blues Project)[zdroj⁠?!]
- 21. září – U-Roy, reggae hudebník[zdroj⁠?!]
- 24. září – Phyllis Allbut (The Angels)[zdroj⁠?!]
- 27. září – Alvin Stardust, zpěvák[zdroj⁠?!]
- 29. září – Jean-Luc Ponty, houslista
- 30. září
  - Gus Dudgeon, hudební producent[zdroj⁠?!]
  - Mike Harrison, (Spooky Tooth)
  - Frankie Lymon, zpěvák[zdroj⁠?!]
- 5. říjen – Richard Street (The Temptations)[zdroj⁠?!]
- 12. říjen – Melvin Franklin (The Temptations)[zdroj⁠?!]
- 21. říjen – Elvin Bishop, kytarista[zdroj⁠?!]
- 17. listopad – Bob Gaudio, The Four Seasons[zdroj⁠?!]
- 20. listopad
  - Norman Greenbaum, zpěvák[zdroj⁠?!]
  - Meredith Monk, skladatel[zdroj⁠?!]
- 27. listopad – Jimi Hendrix, rockový kytarista († 1970)
- 4. prosinec – Chris Hillman (The Byrds, The Flying Burrito Brothers, Desert Rose Band)[zdroj⁠?!]
- 8. prosinec – Bobby Elliott, The Hollies[zdroj⁠?!]
- 15. prosinec – Dave Clark, The Dave Clark Five
- 17. prosinec – Paul Butterfield, hudebník († 1987)
- 29. prosinec – Jerry Summers, The Dovells[zdroj⁠?!]
- 30. prosinec – Michael Nesmith, zpěvák-skladatel (The Monkees)[zdroj⁠?!]
- 31. prosinec – Andy Summers (The Police), (Eric Burdon & the Animals)